# Rifugio del Monte Thabor
Il rifugio del Monte Thabor (2.505 m s.l.m. - in francese refuge du Mont Thabor) è un rifugio alpino situato nelle Alpi Cozie nel comune di Modane.

## Accesso
Il rifugio può essere raggiunto partendo da Modane. Da Modane si sale alla stazione invernale di Valfréjus e poi alla località detta  Le Lavoir. Di qui si continua a piedi seguendo il sentiero che porta al colle di Valle Stretta: dal colle il rifugio è raggiungibile in pochi minuti.

## Ascensioni
- Rocca Bernauda - 3.225 m
- Monte Thabor - 3.178 m
- Pointe de Terre Rouge - 3.080 m
- Cheval Blanc - 3.020 m
- Pic du Lac Blanc - 2.980 m

## Traversate
- Rifugio Terzo Alpini
- Rifugio I Re Magi